# Mesves-sur-Loire
Mesves-sur-Loire é uma comuna francesa na região administrativa de Borgonha-Franco-Condado, no departamento Nièvre. Estende-se por uma área de 18,33 km². Em 2010 a comuna tinha 710 habitantes (densidade: 38,7 hab./km²).